# 炉穴

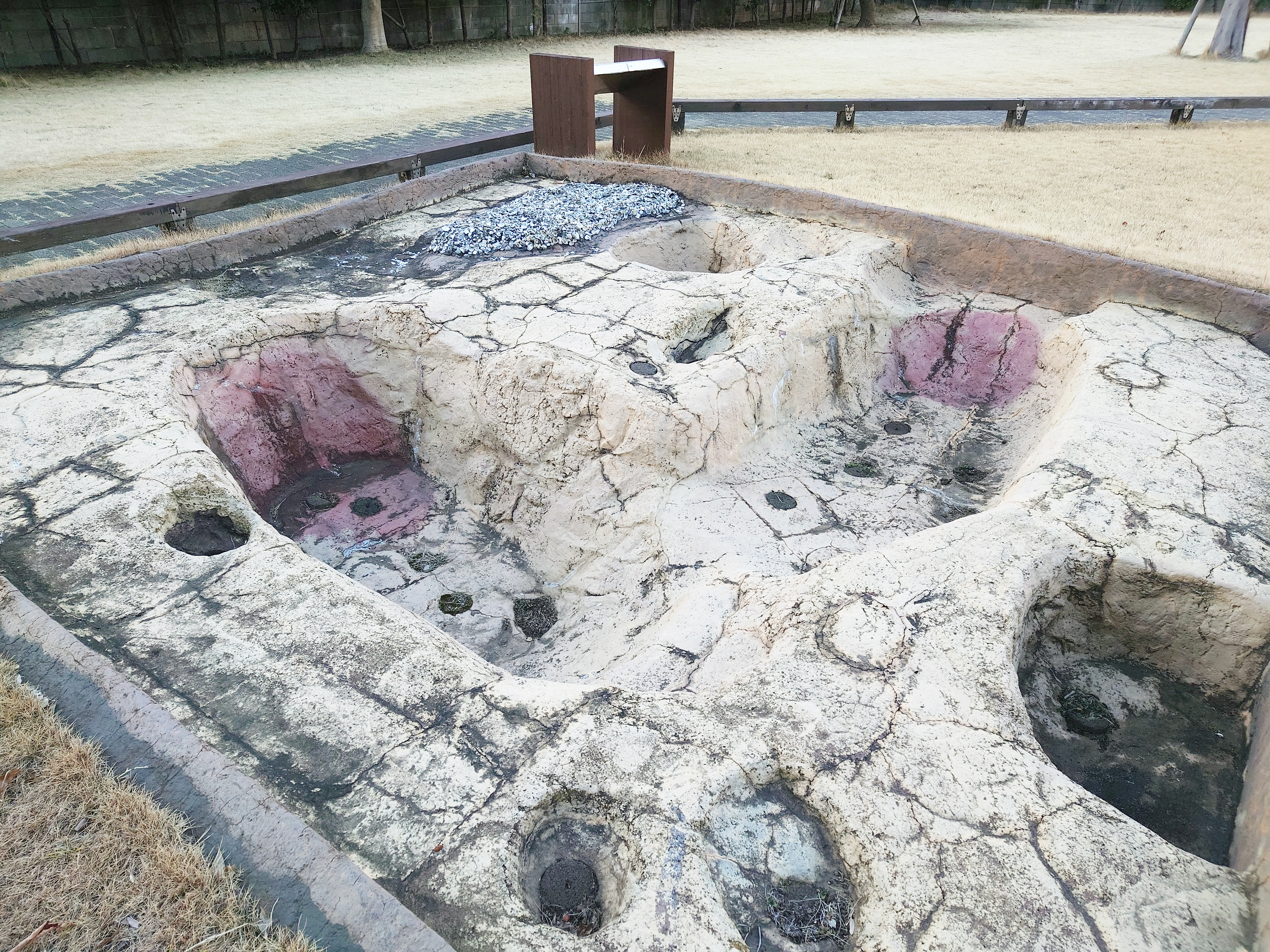
千葉県船橋市の飛ノ台史跡公園にある炉穴（燃焼坑）検出状況の復元展示。2基が一部切り合い関係を持ちながら向きを違えて検出された状況を示す。赤く塗られた範囲が焼土。煙道から煙出坑にかけては復元されていない。

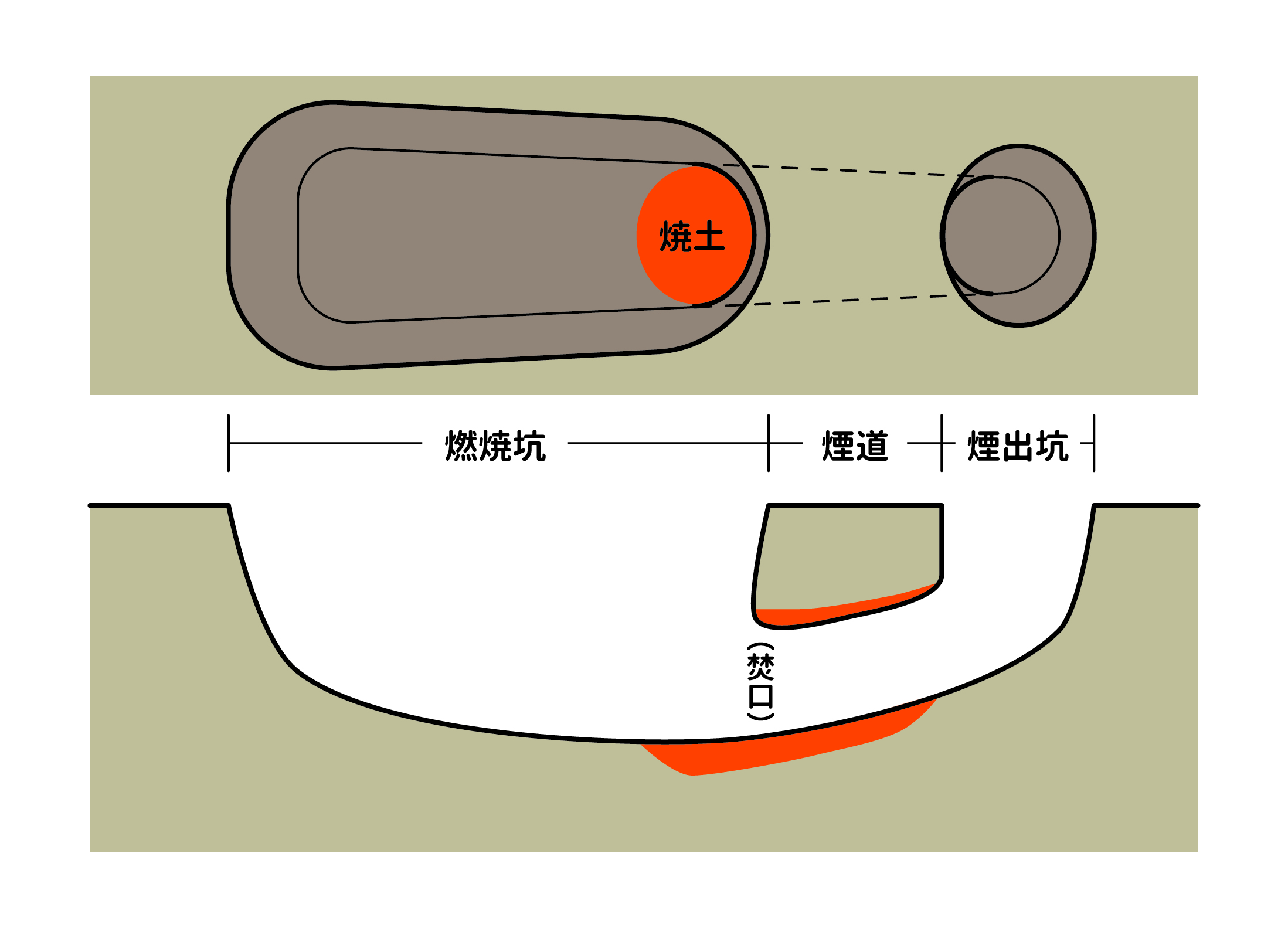
山田猛の復元に基づく炉穴の模式図。

炉穴（ろあな）は、日本列島の縄文時代草創期から早期に見られる遺構。燻製等を製造した調理施設（炉）と見る説など、機能については諸説がある。火を焚いた土坑（燃焼坑）と、排煙用のトンネル状の掘り込み（煙道）が1体となっていることから、煙道付炉穴（えんどうつきろあな）や、連結土坑・連穴土坑（れんけつどこう）とも呼称される。

## 概要
縄文時代当時の地表面から、長径2メートル×短径1メートルほど、深さ50〜60センチメートルほどの楕円形または隅丸二等辺三角形状の土坑を掘り、片側の短辺（隅丸二等辺三角形の場合は鋭角の頂点）から、上向きにカーブしたトンネル状の掘り込みを地表面へ貫通させる。
楕円形土坑とトンネル部との境目から、トンネル内にかけての土の壁面が炎による高熱を受けた事を示す赤褐色土（焼土:しょうど）となっており、炭化物も検出されることから、楕円形土坑からトンネルに薪などの燃料を入れて燃やし、トンネルを通して出口となる小穴から煙を排出したと考えられ、炉としての機能を有していたと見られている。
三重県教育委員会社会教育・文化財保護課職員として埋蔵文化財保護に携わる文化財技師を務めていた山田猛（やまだ たけし）は、楕円形土坑を「燃焼坑」、トンネル部を「煙道」、トンネル出口の小穴を「煙出坑」と呼称する。研究者によっては燃焼坑と煙道の境目を「焚口」と呼称する場合もある。
この種の遺構が日本列島で初めて検出されたのは、1938年（昭和13年）に実施された、千葉県船橋市海神の飛ノ台貝塚における杉原荘介の発掘調査である。杉原は、縄文時代早期の遺構面において、幅1メートル×長2メートルを測る楕円形の「残灰を有する凹所群」が、主軸の向きを変えながら複数重複して分布している状況を検出した。この調査に参加していた山内清男は、西洋の考古学界において使われていた「ファイア・ピット（Fire Pit）」の訳語として「炉穴（ろあな）」という語を考案し、日本列島における当該遺構の名称として定着させた。その後、調査と検出事例の増加により焼土のある側の先にトンネル状の「煙道」が存在することが確認された。
縄文時代草創期の九州地方南部の遺跡で検出され、関東地方では縄文時代早期後半に隆盛することから、九州南部で出現し、次第に西日本を経て東日本（関東地方）へと伝播したと考えられている。
当時の集落の一角に場所を定めて繰り返し造り直しされながら使用されたとみられ、同一範囲内で数十基が重複して検出される例が多い。また、竪穴建物の跡に重複して検出される事例もあり、廃絶した竪穴建物の竪穴部の窪みを活用して構築するといった工夫があったと考えられている。
縄文時代前期に入ると、それまであまり存在しなかった竪穴建物内部の屋内炉（地床炉など）が一般化することと連動するように消滅していくことから、調理法の変化に伴い使われなくなったと想定されている。
当該遺構の用途は確定しておらず、火を使った何らかの調理用施設であろうと考えられているが、使用方法については、煙出坑に縄文土器の深鉢形土器を据えて、カマドのように煮炊きを行ったとする説や、煙出坑に動物の肉を吊るして燻し、燻製にした等の復元案が提示されている。山田猛は「堅果類を乾燥貯蔵するための乾燥施設」との説を提唱している。